# Alonso (Paysandú)
Alonso, también conocido como Poblado Alonso o Poblado Alonzo, es una localidad uruguaya del departamento de Paysandú, municipio de Guichón.

## Ubicación
La localidad se encuentra situada en la zona suroeste del departamento del Paysandú, sobre la cuchilla de Haedo, límite con el departamento de Río Negro, junto a la ruta 25.

## Población
Según el censo del año 2011 la localidad contaba con una población de 1 habitante.
| 13            | 1 |
| (Fuente: INE) |   |